# Lulla, Somogy
Lulla  este un sat în districtul Tab, județul Somogy, Ungaria, având o populație de 185 de locuitori (2011). 

## Demografie
Componența etnică a satului Lulla
     Maghiari (90%)
     Romi (10%)
Componența confesională a satului Lulla
     Romano-catolici (28,65%)
     Luterani (5,41%)
     Fără religie (3,78%)
     Reformați (3,24%)
     Necunoscută (58,92%)
Conform recensământului din 2011, satul Lulla avea 185 de locuitori. Din punct de vedere etnic, majoritatea locuitorilor (90,0%) erau maghiari, cu o minoritate de romi (10,0%).  Din punct de vedere confesional, majoritatea locuitorilor (60,0%) erau , existând și minorități de romano-catolici (28,65%), luterani (5,41%), persoane fără religie (3,78%) și reformați (3,24%). Pentru 58,92% din locuitori nu este cunoscută apartenența confesională.